# Prosopanche
Prosopanche é um grupo de plantas parasitas descrito como um género em 1868, com distribuição natural na América do Sul e a América Central.

## Taxonomia
As seguintes espécies fazem parte do género "Prosopanche:
1. Prosopanche americana (R.Br.) Baill. - Pasco, N Argentina, S Brasil
2. Prosopanche bonacinae Speg. - Argentina, Paraguai, Rio Grande do Sul
3. Prosopanche caatingicola R.F.Machado & L.P.Queiroz - Bahia
4. Prosopanche cocuccii Tav. de Carvalho, Záchia & Mariath - Rio Grande do Sul
5. Prosopanche costaricensis L.D.Gómez - Costa Rica
6. Prosopanche demogorgoni Funez - Santa Catarina
7. Prosopanche panguanensis C.Martel & Rob.Fern. - Peru